# Tetragoneura arauensis
Tetragoneura arauensis är en tvåvingeart som beskrevs av Lane 1952. Tetragoneura arauensis ingår i släktet Tetragoneura och familjen svampmyggor. Inga underarter finns listade i Catalogue of Life.